# 意外绞刑悖论
意外绞刑悖论（英語：Unexpected hanging paradox），又稱老虎悖论、突擊測驗悖論、意外考试悖论，是博弈论中一个著名的逻辑悖论，流传较广。而悖论是指一种导致矛盾的命题。

## 老虎悖论
有一天，某個国王要处决一个死囚，但给他一个免死的机会，如果可以證明我在說謊就把你放了。國王把囚犯带到一個房間，該房間有五道紧闭的门，其中一道門后面关着一只老虎。国王对囚犯说：“這五道門各有次序，你必须由第一道至第五道依序打开，其中一道門後有老虎，會把你咬死。可以肯定的是，在没有打开那道有老虎的门之前，死囚不知道老虎在哪一道门的後面。”显然，如果死囚預料到老虎在哪道門後面，就证明国王在撒谎，那麼他就可以活命。所以开门之前，死囚进行了如下邏輯學的分析：假如老虎在第五道门，那把前四道门打开，都没发现老虎，那肯定猜到老虎在第五道门中，因国王说过死囚料想不到老虎在哪一道门，那国王的话就错了。所以，國王不會把老虎放在第五道门。同理，老虎也不在第四道门中，否则囚犯打开三道门之後，就只剩两道门，老虎既不在第五道门，就一定在第四道门，這樣他就猜出老虎在哪了；以此类推，老虎不存在於任何一道门中；於是死囚心安了，冒冒失失地依次開门，结果老虎从第二道门中跳了出来，把囚犯咬死了。国王说：“我不是跟你说了，老虎在哪道门，你萬萬料想不到麼？”

### 悖论分析
如果囚犯的推理成立，那麼就算國王把老虎放在第五扇門後，也是“萬萬料想不到”，學者们爭論的重點在於：這個推理究竟錯在第幾步？

#### 主張錯在第一步
如果第一步是正确的，那么后面几步为什么是错的？所以第一步就错了。错在囚犯把国王的思路作为论据。
首先必须定义怎样算国王所谓的“知道”（或“意料”），如果投机猜测算的话，那国王不论怎样放都不能保证不被猜中，所以带投机成分的猜测不能算“知道”（国王为了自身利益也会这么定义），设“知道”定义为“在即有事实下的逻辑推理”，那么囚犯不仅要正确预测老虎，还要对其预测给出严格的逻辑证明才行。本例中不考虑没有老虎的情况，即囚犯已知必有一頭老虎。作为囚犯，他在每次打开一个门前都会进行逻辑推理，如果能推出老虎是在即将打开的门里就赢了，如果不能推出，他就只能打开这个门，如果打开后没有老虎就继续推理下一个门是否有老虎，依此类推。
然后，把问题从5个门，简化为只有2个门，囚犯会在打开第一个门之前，对第一个门里是否有老虎做逻辑推理：由于囚犯要引用国王的思路，故须先考虑国王思路是否是会错。
1. 如果相信国王是不会错的，那么你不可能推测出第一个门里有没有，因为如果推测出就说明国王会错，所以在这个前提下不可能知道。 囚犯无法推测出第一个门里有没有老虎，必然要打开第一个门。
2. 如果相信国王是会错的： 
囚犯首先认为国王放第二个门是错的，但国王既然是会错的，他为何不会按囚犯认为错误的思路放第二个门呢？所以国王的思路就没法唯一的推测了。囚犯失去国王的思路做论据，无法推测出第一个门里有没有老虎，必然要打开第一个门。

因此国王应且只应放到第一个门中，则国王必胜。
推广到n个门的情况，只要国王不把老虎放到最后一个门，则国王必胜，囚犯必败。

#### 主張錯在第二步
故事中的囚犯最後決定相信“沒有老虎”。但，國王並不知道囚犯是否會這樣，所以的確不可能把老虎放在第五扇門。如果囚犯決定相信“一定有老虎”，那麼在前四扇門都沒有老虎之後，第五扇門後的老虎的確就變成“可預料的”了。
既然老虎在第五扇門的話，牠一定是“可預料的”，那麼當你已經開了三扇空門時，情況是怎麼樣？我們可以試著寫成邏輯式子：前提一、老虎不可預料。前提二、老虎如果在第五扇門時，可預料。前提三、老虎不在第五扇門時，就一定在第四扇門。前提四、老虎如果在第四扇門時，可預料。結論：前提互相矛盾。
請注意：這時的邏輯推理中，既然前提互相矛盾，必定有一個以上不成立，那麼可能性就是以下四個其中之一、或是更多：
1. 老虎可預料。
2. 老虎如果在第五扇門時，不可預料。
3. 老虎不在第五扇門時，也不一定在第四扇門。
4. 老虎如果在第四扇門時，不可預料。

二和四自身是矛盾命題，不考慮，三會導致老虎變成薛定諤貓，也就是既存在亦非存在的狀態（囚犯把老虎往前門推是錯誤的，因為前提中包含「已經開了三扇空門」）。所以可能性只有一個：老虎可預料。但若老虎可預料，那麼顯示國王說謊，如果國王可能說謊，那麼老虎也真的有可能消失。
這時的正確結論是：國王一定說謊，但他的謊言可能是“老虎可預料”，卻也可能是“根本沒老虎”，囚犯只是偏心於一個可能性，結果幫國王圓謊罷了。

#### 主張錯在最後一步
如果“不可預料”並不是一種保證，而只意味“高機率”，“有老虎”才是保證，那麼情況又整個改觀。可以列成以下狀況：
如果囚犯連猜五次“老虎不在”，則不可預料率100%，當然是最糟的狀況。
如果囚犯連猜五次“老虎在”，這時應將不可預料率一樣視為100%。假設國王隨便放，因為平均猜錯次數是兩次，亦即猜錯一次要加不可預料率50%才公平。
假設國王隨便放，這時囚犯採用的策略，以：
1. 先兩次不猜，再連續猜老虎在：成功率0、0、100、50、0，平均30最高分
2. 先三次不猜，再連續猜老虎在：成功率0、0、0、100、50，平均也是30最高分
3. 但以上兩種高分解，前兩扇門都是安全門，必須混合下列解答靈活運用
4. 如果第一次就猜老虎在：成功率100、50、0、-50、-50，平均只有10分
5. 如果第二次就猜老虎在：成功率0、100、50、0、-50，平均也有20分
6. 為了便於計算，假設這四種策略囚犯都平均運用，綜合以上，老虎放在不同門的平均不可預料率，75%、87.5%、75%、50%、100%

很明顯了，這時國王的對應策略，如果把老虎放在失分最低的第五扇門，可能被囚犯豪賭賭中，所以把老虎放在失分次低的第二扇門會是最佳選擇，只要把囚犯的猜中率壓在20%以下，都可以毫無愧色說是有很高的不可預料率。
他應該從“老虎不存在”這個矛盾的結論，導出國王所謂的“不可預料”其實是指機率，再從機率上推測國王到底把老虎放在第幾個門。

## 意外绞刑悖论
一位司法大臣宣布，將於礼拜一到礼拜天之間，出乎囚犯意料之外的一天，对某一位死囚处以绞刑，並會在前一天事先宣布。
該死囚开始邏輯推论：从礼拜一到礼拜天都可能处死我，而我是不知道究竟会是哪一天，所以哪一天都算是出乎我的意料之外。可是假设我顺利的活到了礼拜六，我不就可以确定要在礼拜天把我殺了？这样的话，就在我的意料之中了。禮拜天已經被排除了，如果我活到了礼拜五，我又可以确信不会在礼拜六處刑，如果禮拜六要殺我，也算是我的意料之中。如果继续往前推的话，他不能在任何一天把我绞死。”
可是到了礼拜三，他却得到了次日要把他送上絞刑架的消息。事实上，这是他没有预料到的。

### 解疑
死囚的推论幾乎都是假设。事实上在禮拜天以外的任何一日处死他，對他來說都是意料之外的。

## 突擊測驗悖論
一名老師宣布：「下星期一至星期五之中，會有一天舉行突擊測驗，所謂突擊測驗，就是在你們猜不到的日子考試。」學生們進行邏輯推理，若假設直到星期四還未考，那麼星期五就會考，那就不算突擊，因此星期五不可能考。若星期三沒考，而星期五又不會考，大家就知道禮拜四會考......也算不了突擊。以此類推，老師根本不可能進行突擊測驗。可实际上突击测验的决定权在老师身上，禮拜二老師就發了考卷。

## 外部連結
- Paradox Lost,Ian Stewart （页面存档备份，存于）